# Tzy Panchak
Tzy Panchak, de son vrai nom Etah Tambe Nyenti, né le 27 février 1986 à Mamfé, est un chanteur camerounais.

## Biographie

### Enfance et études
Tzy Panchak naît le 27 février 1986 à Mamfé, et grandit à Kumba, deux villes de la région du Sud-Ouest du Cameroun. Il participe à divers concours de chant et de danse pendant son enfance. Il fait ses études primaires et secondaires à Kumba, puis se rend à Calabar, au Nigeria, pour poursuivre ses études. Il obtient une Bachelor of Social Science en sciences informatiques.

### Carrière
En 2017, il se produit lors de la cérémonie de clôture du CAMIFF et en 2018 lors des NEA Awards au Nigéria. Tzy Panchak est l'interprète principal lors d'un défilé de mode annuel en 2017 qui s'est tenu à Douala. Il remporte le prix du meilleur artiste masculin lors de l'édition 2017 des Green Light Awards. En 2018, il sort un album intitulé I Am Not Lucky.

## Discographie

### Albums
- 2015 : Lifeline
- 2018 : I Am Not Lucky
- 2022 : Love & War
- 2024 : God's People

### EP
- 2017 : Underrated Album Singles

### Singles
- 2017 : Mad 4 Yu'Luv
- 2017 : Woman Crush
- 2017 : The Struggle
- 2017 : Mon Bebe
- 2018 : Love Me
- 2018 : Money Finish Eye Clear
- 2019 : Goretti
- 2019 : Na So (feat. Vivid, Tina Vernyuy & Cleo Grae)
- 2019 : For Life
- 2019 : Put Your Hands on We
- 2019 : Galilee (feat. Gasha)
- 2019 : Tomorrow (feat. Vivid, Cleo Grae & Gasha)
- 2020 : Apart
- 2020 : Energy (feat. Ko-c)
- 2020 : Amin (feat. Kameni & Stanley Enow)
- 2020 : For the Culture (feat. Vegah, Soul Vision, Benny Clancy, Chindo, Ekiti, Savji damji, T Robin, Oluwa Ice & Suh Jerry Keh)
- 2021 : Jaloux (feat. Blanche Bailly)
- 2021 : Level No Dey (feat. Cleo Grae)
- 2021 : Daddy Yayato (feat. Vivid, Cleo Grae, Mihney & Stanley Enow)
- 2021 : Last Last
- 2021 : Wait for Me (feat. Atebass)
- 2022 : My Life (feat. Lil Humble, Waxzeey, Babi C, Lex Merton, Doriane, Cookie, Tilla, Wambeng dici oku, Snoopy Binka & Pierose Untamed)
- 2022 : All over Me
- 2022 : Na God Know (feat. Longuè Longuè)
- 2022 : L'homme est mauvais (feat. Salatiel, Cleo Grae & Vivid)
- 2022 : See Babe (feat. Lill Humble)
- 2023 : I Dey
- 2023 : Self Made (feat. Vancy, PHIDO, ViViD, Cleo Grae & J Kree)
- 2023 : For Long (feat. Vancy)
- 2024 : Bestie (feat. Vancy)
- 2024 : We Outside (feat. HASSAN & Boy Tag)